# Zaischnopsis bathericus
Zaischnopsis bathericus is een vliesvleugelig insect uit de familie Eupelmidae. De wetenschappelijke naam is voor het eerst geldig gepubliceerd in 2007 door Narendran.